# 891 Gunhild
891 Gunhild, asteroid glavnog pojasa. Otkrio ga je Max Wolf, 17. svibnja 1918.

## Vanjske poveznice
- Minor Planet Center